# Karl von Sachsen (1733–1796)

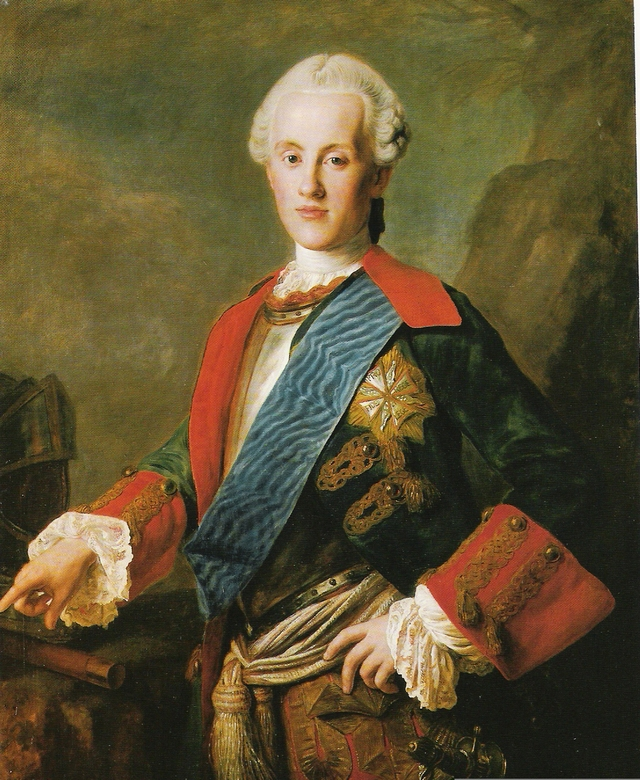
Prinz Karl im Harnisch und mit dem Orden vom Weißen Adler (1755)

Karl Christian Joseph Ignaz Eugen Franz Xaver von Polen und Sachsen (* 13. Juli 1733 in Dresden; † 16. Juni 1796 ebenda) war ein gebürtiger Prinz von Sachsen und Polen aus dem Haus der albertinischen Wettiner sowie Herzog von Kurland und Semgallen von 1758 bis 1763.

## Familie und Jugend
Karl wurde als zehntes Kind und fünfter Sohn von August III., dem Kurfürsten von Sachsen und König von Polen und der Erzherzogin Maria Josepha von Österreich geboren. Daher stand er der sächsischen Thronfolge relativ fern. Dort nahm sein älterer Bruder, der spätere Kurfürst Friedrich Christian den ersten Platz ein. Insgesamt hatte er vierzehn Geschwister. Darunter waren die zukünftige spanische Königin Maria Amalia, die spätere bayrische Kurfürstin Maria Anna und Maria Josepha, die den französischen Thronfolger Louis heiratete.
In den Kriegswissenschaften erhielt er Unterricht von Jakob von Eggers.
Während des Siebenjährigen Krieges flüchtete er gemeinsam mit einem Großteil der kurfürstlich-königlichen Familie nach München.

## Hintergründe seiner Wahl zum Herzog

Wappen als Herzog von Kurland und Semgallen

Nachdem sich der damalige Herzog von Kurland und Vormund des russischen Zaren Iwan VI., Ernst Johann, Reichsgraf von Biron, wegen seiner Verschwendungssucht und seines autokratischen Regierungsstils beim russischen Adel verhasst gemacht hatte, wurde er unter Zustimmung der Zarinmutter Anna Leopoldowna 1740 gestürzt und verhaftet. Es gelang aber auch Anna Leopoldowna nicht, sich als Regentin beliebt zu machen. Als sich ihr Premierminister Burkhard Christoph von Münnich, der die damalige Verschwörung gegen Biron federführend organisiert hatte, wegen politischer und persönlicher Differenzen ebenfalls von ihr abwandte, gelang es einer Hofclique um Großfürstin Elisabeth Petrowna die Regentin 1741 abzusetzen und mit ihrem Sohn nach Riga zu verbannen.
Zarin Elisabeth ließ nun ihrerseits zwar Biron teilweise begnadigen, ihn aber aus Angst, er könnte erneut große Macht an sich ziehen, nicht wieder in seine alten Würden in Kurland einsetzen. Um den nun seit geraumer Zeit vakanten und durch Russland verwalteten kurländischen Thron neu zu besetzen, reagierte die hiesige Ritterschaft auf den Druck Sachsens und Polens, indem sie den Lieblingssohn ihres Oberlehnsherrn, des polnischen Königs, den Prinzen Karl von Polen und Sachsen 1758 zum Herzog wählten. Der junge Prinz war zuvor selbst nach Sankt Petersburg gereist, um sich die Zustimmung der Zarin Elisabeth einzuholen, die diese Pläne ihrerseits bekräftigte.

Der mehrheitlich evangelische kurländische Adel selbst hatte jedoch große Zweifel an Karl, vor allem, weil sie fürchteten, ein katholischer Herzog würde ihren Einfluss zu Gunsten der polnisch-katholischen Szlachta zurückdrängen. Man versuchte deshalb, Karl mittels einer vertraglich formulierten Wahlkapitulation zu beschränken. Noch bevor diese Verhandlungen zum Abschluss kommen konnten, ernannte ihn sein Vater am 10. November 1758 zum Herzog und belehnte ihn am 8. Januar 1759 auch förmlich mit den Herzogtümern Kurland und Semgallen. Karl, der nun nur noch eine sehr allgemein gehaltene Versicherung zu Religionsfragen und Adelsprivilegien unterzeichnet hatte, reiste daraufhin nach Kurland und hielt am 29. März 1759 feierlich Einzug in der Residenzstadt Mitau. Nachdem der kurländische Landtag und die Stände zusammengetroffen waren, erfüllte sich deren Hoffnung nicht, Karl doch noch eine Erklärung zu ihren Gunsten abzuringen. Entsprechend weigerten sich viele Adelige auch, dem Herzog am 3. November 1759 zu huldigen, und legten stattdessen Protest in Warschau und Sankt Petersburg ein.

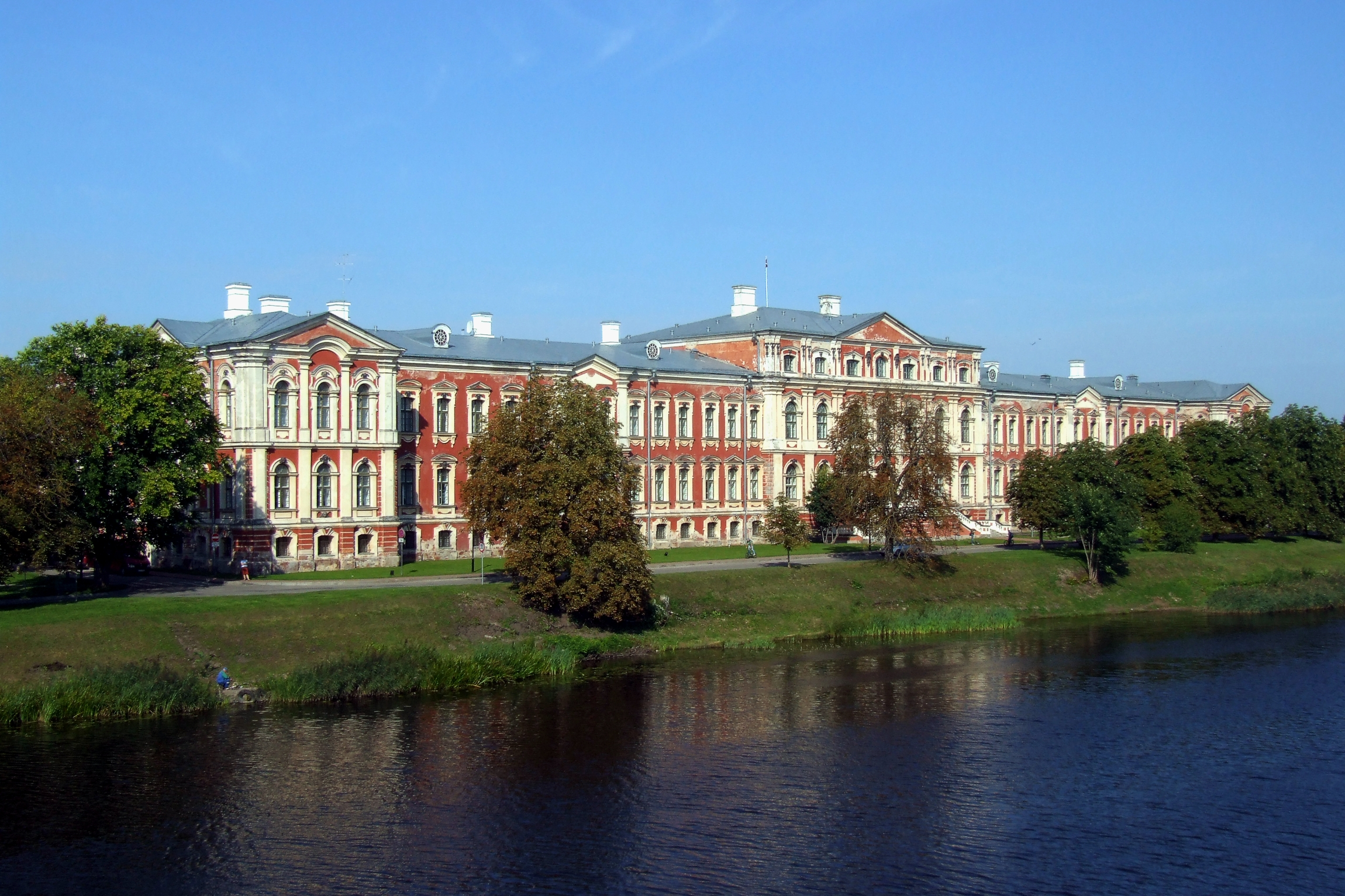
Schloss Mitau, erbaut von Bartolomeo Francesco Rastrelli

## Regierungszeit
Der lebensfrohe Herzog ließ alsbald eine glänzende Hofhaltung auf dem von seinem Vorgänger erbauten Schloss Mitau einrichten und vergnügte den Adel mit Festen und höfischen Jagden, womit er seine Anhängerschaft zu mehren vermochte. Auch übernahm er die Führung des damals blühenden Freimaurerordens in Polen und sicherte sich so bei vielen Adeligen, die Ordensritter waren, deren Zustimmung. Die Innenpolitik überließ er hingegen seinem Landhofmeister Otto Christopher von der Howen.

## Erzwungene Abdankung

Prinz Karl in Uniform und mit dem Orden vom Weißen Adler

Als im Juli 1762 in Russland Zarin Katharina II., die Herzog Karl gegenüber auf Grund seines mangelnden Interesses an geistiger Bildung immer negativ eingestellt gewesen war, nach einem Staatsstreich den Thron bestieg, rehabilitierte sie Biron nun vollständig. Sie ließ ihn nach Mitau bringen, einen Landtag zu dessen Gunsten einberufen und übte erheblichen diplomatischen Druck auf Kursachsen aus, um ihn in sein altes Amt als Herzog wiedereinzusetzen. August III., der zu diesem Zeitpunkt sowohl gesundheitlich als auch durch die Folgen des Siebenjährigen Krieges politisch stark geschwächt war, musste trotz Protesten der Forderung schließlich nachgeben. Herzog Karl entsagte daraufhin 1763, inzwischen von russischen Truppen genötigt, dem Thron und kehrte nach Sachsen zurück. Einer seiner Offiziere im militärischen Widerstand gegen die Russen war der spätere Hetman Simon Kossakowski.
Seine Hoffnungen, Kurland zurückzugewinnen, zerstreuten sich nach dem baldigen Tode seines Vaters und dem damit verbundenen Verlust der polnischen Krone für die sächsischen Kurfürsten. Karl lebte daraufhin zurückgezogen im nach ihm benannten Kurländer Palais in Dresden oder seiner Sommerresidenz Schloss Elsterwerda, gab sich allerdings weiter der Jagd in der Annaburger Heide hin.
Karl starb am 16. Juni 1796 im Alter von 62 Jahren. Er wurde im Kloster St. Marienstern bei Panschwitz-Kuckau begraben. Durch seine Tochter ist er einer der Stammväter der italienischen Könige.

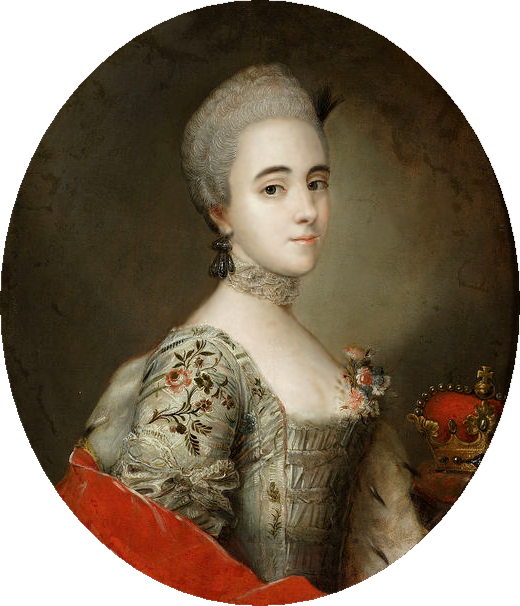
Franziska von Corvin-Krasinska

## Ehe und Nachkommen
Karl heiratete am 21. März 1760 in Warschau heimlich Franziska von Corvin-Krasińska (* 9. März 1742 in Maleszowa in der heutigen Woiwodschaft Heiligkreuz; † 30. April 1796 in Dresden), die Tochter von Graf Stanislaus von Corvin-Krasinski. Da Franziska dem einfachen polnischen Adel entstammte, galt die Ehe zunächst als unstandesgemäß und morganatisch. Auf Betreiben Karls und des sächsischen Hofes wurde sie jedoch im Juni 1775 von Kaiser Joseph II. in den persönlichen Fürstenstand erhoben, wodurch den Nachkommen eine Standesminderung erspart blieb. Die beiden hatten gemeinsam nur eine Tochter:
- Maria Christina Albertina Carolina (1779–1851)

⚭ (I.) (24. Oktober 1797 in Turin) Karl Emanuel von Savoyen, Fürst von Carignan (1770–1800);
⚭ (II.) (1. Februar 1816 in Paris) Jules Maximilien Thibaut, Fürst von Montléart (1787–1865)

## Vorfahren
| Ahnentafel Karl von Sachsen | Ahnentafel Karl von Sachsen                                                                         | Ahnentafel Karl von Sachsen                                                                     | Ahnentafel Karl von Sachsen                                                                                   | Ahnentafel Karl von Sachsen                                                                                   | Ahnentafel Karl von Sachsen                                                                 | Ahnentafel Karl von Sachsen                                                                                 | Ahnentafel Karl von Sachsen                                                                                         | Ahnentafel Karl von Sachsen                                                                                         |
| --------------------------- | --------------------------------------------------------------------------------------------------- | ----------------------------------------------------------------------------------------------- | --- | --- | ------------------------------------------------------------------------------------------- | --- | --- | --- |
| Ururgroßeltern              | Kurfürst Johann Georg II. (1613–1680) ⚭ 1638 Magdalena Sibylle von Brandenburg-Bayreuth (1612–1687) | König Friedrich III. (1609–1670) ⚭ 1643 Sophie Amalie von Braunschweig-Calenberg (1628–1685)    | Erdmann August von Brandenburg-Bayreuth (1615–1651) ⚭ 1641 Sophie von Brandenburg-Ansbach (1614–1646)         | Herzog Eberhard III. (1614–1674) ⚭ 1637 Anna Katharina Dorothea von Salm-Kyrburg (1614–1655)                  | Kaiser Ferdinand III. (1608–1657) ⚭ 1631 Maria Anna von Spanien (1606–1646)                 | Kurfürst Philipp Wilhelm von der Pfalz (1615–1690) ⚭ 1653 Elisabeth Amalia von Hessen-Darmstadt (1635–1709) | Herzog Georg (1582–1641) ⚭ 1617 Anna Eleonore von Hessen-Darmstadt (1601–1659)                                      | Eduard von der Pfalz (1625–1663) ⚭ 1645 Anna Gonzaga (1616–1684)                                                    |
| Urgroßeltern                | Kurfürst Johann Georg III. (1647–1691) ⚭ 1666 Anna Sophie von Dänemark und Norwegen (1647–1717)     | Kurfürst Johann Georg III. (1647–1691) ⚭ 1666 Anna Sophie von Dänemark und Norwegen (1647–1717) | Markgraf Christian Ernst von Brandenburg-Bayreuth (1644–1712) ⚭ 1671 Sophie Luise von Württemberg (1642–1702) | Markgraf Christian Ernst von Brandenburg-Bayreuth (1644–1712) ⚭ 1671 Sophie Luise von Württemberg (1642–1702) | Kaiser Leopold I. (1640–1705) ⚭ 1676 Eleonore Magdalene von der Pfalz (1655–1720)           | Kaiser Leopold I. (1640–1705) ⚭ 1676 Eleonore Magdalene von der Pfalz (1655–1720)                           | Herzog Johann Friedrich von Braunschweig-Calenberg (1625–1679) ⚭ 1668 Benedicta Henriette von der Pfalz (1652–1730) | Herzog Johann Friedrich von Braunschweig-Calenberg (1625–1679) ⚭ 1668 Benedicta Henriette von der Pfalz (1652–1730) |
| Großeltern                  | König August II. (1670–1733) ⚭ 1693 Christiane Eberhardine von Brandenburg-Bayreuth (1671–1727)     | König August II. (1670–1733) ⚭ 1693 Christiane Eberhardine von Brandenburg-Bayreuth (1671–1727) | König August II. (1670–1733) ⚭ 1693 Christiane Eberhardine von Brandenburg-Bayreuth (1671–1727)               | König August II. (1670–1733) ⚭ 1693 Christiane Eberhardine von Brandenburg-Bayreuth (1671–1727)               | Kaiser Joseph I. (1678–1711) ⚭ 1699 Wilhelmine Amalie von Braunschweig-Lüneburg (1673–1742) | Kaiser Joseph I. (1678–1711) ⚭ 1699 Wilhelmine Amalie von Braunschweig-Lüneburg (1673–1742)                 | Kaiser Joseph I. (1678–1711) ⚭ 1699 Wilhelmine Amalie von Braunschweig-Lüneburg (1673–1742)                         | Kaiser Joseph I. (1678–1711) ⚭ 1699 Wilhelmine Amalie von Braunschweig-Lüneburg (1673–1742)                         |
| Eltern                      | König August III. (1696–1763) ⚭ 1719 Maria Josepha von Österreich (1699–1757)                       | König August III. (1696–1763) ⚭ 1719 Maria Josepha von Österreich (1699–1757)                   | König August III. (1696–1763) ⚭ 1719 Maria Josepha von Österreich (1699–1757)                                 | König August III. (1696–1763) ⚭ 1719 Maria Josepha von Österreich (1699–1757)                                 | König August III. (1696–1763) ⚭ 1719 Maria Josepha von Österreich (1699–1757)               | König August III. (1696–1763) ⚭ 1719 Maria Josepha von Österreich (1699–1757)                               | König August III. (1696–1763) ⚭ 1719 Maria Josepha von Österreich (1699–1757)                                       | König August III. (1696–1763) ⚭ 1719 Maria Josepha von Österreich (1699–1757)                                       |
| Karl von Sachsen            | |                                                                                                 | | |                                                                                             | | | |